# Andezaury
Andezaury (Andesauridae) to grupa dinozaurów z infrarzędu zauropodów. Żyły w okresie kredy.

## Rodzaje
- Andezaur (Andesaurus delgadoi)